# Thomas Bredsdorff (folkhögskolelärare)
Thomas Vilhelm Birkedal Bredsdorff, född den 9 november 1868 i Odense, död den 2 maj 1922, var en dansk folkhögskolelärare. Han var dotterson till Vilhelm Birkedal samt far till Morten och Elias Bredsdorff.  
Bredsdorff växte upp i Jernveds prästgård nära Ribe. Han blev student 1889 och cand. theol. 1895. Samma år blev han lärare vid den nyupprättade Frederiksborgs folkhögskola. Snabbt blev han en av landets mest uppskattade föredragshållare, och då han 1907 öppnade Roskilde folkhögskola, blev den med det samma en av Danmarks största. Bredsdorff var i flera år litteraturanmälare i "Dansk Tidsskrift". Han skrev litteraturhistoriska essäer i "Den danske Højskole".